# Bioshock Infinite
Bioshock Infinite (stiliserad som BioShock Infinite) är en förstapersonsskjutare utvecklad av Irrational Games och utgavs av 2K Games. Det är det tredje spelet i Bioshock-serien, och gavs ut den 26 mars 2013 till Microsoft Windows, Playstation 3 och Xbox 360. 29 maj 2020 släpptes spelet Nintendo Switch.
Spelet utspelar sig år 1912 och spelaren kontrollerar en Pinkerton-agent, Booker DeWitt, som försöker rädda Elizabeth, en ung kvinna som sitter instängd i den flygande staden Columbia.

## Bakgrund
Spelet utspelar sig år 1912 i Columbia, en påhittad stad som svävar i luften tack vare en kombination av gigantiska luftskepp, ballonger, reaktorer, propellrar och framför allt av så kallad "quantum levitation". Staden Columbia, som namngavs i hyllning till Förenta staternas kvinnliga personifikation, grundades av den självutnämnde profeten Zachary Hale Comstock som använde sina kontakter i USA:s kongress för att få den amerikanska regeringen att bygga det. Regeringen ville att Columbia skulle fungera som en flygande världsutställning och använda den för att för hela världen visa den amerikanska exceptionalismens framgång. Staden fick mycket jubel och publicitet i World's Columbian Exposition år 1893 och skickades senare till flera länder i olika kontinenter.
Efter att till en början setts som en amerikansk stolthet, ökade efterhand konflikten mellan Columbia och den amerikanska regeringen. År 1901, mot regeringens vilja, gjorde Columbia ett brutalt och våldsamt slut på boxarupproret i Peking. Denna händelse avslöjade att den flygande staden var ett tungt beväpnat flygslagskepp, som kan skapa förödelse över hela världen. Den amerikanska regeringen krävde att Columbia skulle återvända till landet, och som svar lämnade Columbia USA:s mark och försvann in i molnen. Comstock, som var fri från utlandets inflytande, fick nu fullständig kontroll över staden och förvandlade den från en flygande världsutställning till en teokratisk polisstat.
Under Comstocks styre blev Columbia ett militariserat pseudo-kristet utopisamhälle, vars invånare dyrkade honom som en gudomlig profetisk figur och USA:s grundlagsfäder som religiösa ikoner. Trots Columbias uppenbara utopifasader visar det sig snart vara en dold dystopi. Staden sprids av regelfäst rasism och elitism, med anglosaxiskt makt över över- och medelklassen och som kraftigt upprätthålls av regeringen som lag. Trots att man påtvingat rashygien i Columbia har man fört in människor av olika etniciteter för att skaffa billig arbetskraft. Dessa är Columbias underklass, och används främst som slavar eller kontraktstjänare. Som ett resultat av detta förpassas oftast stadens etniska minoriteter till att göra simpelt arbete och straffarbete utan någon möjlighet att få bättre levnadsvillkor. Staden framtvingar hård rassegregation, bland annat riskerar blandraspar riskerar offentlig stening.
Innan spelets händelser utspelade sig har rasmotsättningarna ökat, så att Columbia är på gränsen till inbördeskrig, som utkämpas mellan de härskande "grundarna (Founders)" och det revolutionära "Vox Populi", två fraktioner med starkt motsatta ideologier. Grundarna, ledda av Comstock, är den dominerande politiska fraktionen i Columbia och stadens härskare. Stadens härskarklass är rasistiska ultranationalister som försöker hålla Columbias rättigheter enbart för vita amerikanska medborgare och förnekar samma rättigheter till invandrare. Vox Populi (latin för "Folkets röst"), som leds av Daisy Fitzroy, är en våldsam motståndsgrupp som kämpar för att återställa medborgarskapsrättigheterna i Columbia till människor av alla raser och religioner. Men efter åratal av hårda strider har dessa fått slåss mot oppositionen mer av blint hat, vilket har lett till mer våldsamma och brutala tillvägagångssätt.
Utöver dess inhemska fejder härjas Columbia av rumtidshål. Dessa hål (kallade Tears), som är resultat av ett vetenskapligt experiment, avslöjar alternativa universum och möjliggör interaktion med dem. Medan de flesta av Columbias invånare nyfiket ser på dessa hål, utnyttjar vissa dem för att skapa nya radikala vapen och teknologi, medan andra har kopierat futuristisk musik och sånger som hörs från hålen, vilket inför anakronistiska inslag i Columbia år 1912.
Precis som i Bioshock och Bioshock 2 kan spelaren lokalisera ljudloggar – Voxophones – och filmprojektorer  – Kinetoscopes  – som expanderar Columbias historia och natur utöver de händelser som inträffar i spelet. Trots att spelet äger rum före händelserna i de tidigare två Bioshock-spelen (som äger rum åren 1960 i Bioshock och 1968 Bioshock 2) vet man inte om Infinite utspelar sig i samma tidslinje som de.

## Rollfigurer
Spelaren tar rollen som Booker DeWitt (Troy Baker), en vanhedrad medlem av Pinkertons detektivbyrå som är känslomässigt ärrad av de våldshandlingar han begått i massakern vid Wounded Knee. På grund av sina skulder skickas han till Columbia för att rädda Elizabeth (Courtnee Draper), som har suttit fängslad sedan hon var liten, och som har förmågan att öppna Tears. Hennes fångenskap har vidmakthållits av Songbird, en stor, robotfågelliknande varelse som varit både hennes vän och beskyddare, och som har programmerats för att kunna känna förräderi ifall Elizabeth skulle försöka fly.
"Father" Zachary Hale Comstock (Kiff VandenHeuvel), spelets huvudskurk, är Columbias grundare och ledar för stadseliten ”the Founders”. Comstock vördas som Columbias "Profet", och har behållit sin makt genom sin starka personkult som bygger på kristendomen och USA:s grundlagsfäder. The Founders är motståndare till Vox Populi, ledda av Daisy Fitzroy (Kimberly Brooks). Fitzroy, som tidigare var Comstocks husa, flydde från dennes hus efter att hon anklagades av Comstock för mordet på hans fru. Kort efter sin flykt bildade hon Vox Populi och blev dess ledare på grund av hennes hat mot Comstock och hans närmaste undersåtar.
Robert (Oliver Vaquer) och Rosalind Lutece (Jennifer Hale) är två mystiska personer som har kontaktat Booker att komma till Columbia och som dyker upp under hela hans äventyr. De ser ut som tvillingar, men de är en person, men från två olika verkligheter, då de har lyckats lista ut hur man kan kommunicera med varandra och senare passera genom verkligheter. Rosalind visar sig vara den som ligger bakom de tekniska underverken som får Columbia att sväva i luften.

## Spelmekanik
Bioshock Infinite påminner mycket om de tidigare Bioshock-spelen, då det använder sig av samma spelmekanik, såsom bekämpning av fiender med ett flertal vapen samt användning av krafter som spelaren erhåller under spelets gång. Spelet har ett urval av miljöer som spelaren måste anpassa sig till, med olika vapen och strategier för att ta itu med varje situation. I inre utrymmen utförs närstrider, men till skillnad från tidigare spel innehåller Bioshock Infinite oändliga vidder med betoning på prickskytte och strider mot upp till femton fiender samtidigt. Strider sker också när spelaren förflyttar sig i hög hastighet längs långa "Sky-Lines", ett stort transportsystem som används för att frakta gods i.
Under spelets gång skaffar Booker sig nya krafter och förmågor genom att använda så kallade "Vigors" (som ersätter "Plasmids" från de tidigare Bioshock-spelen) och hjälpmedel som finns att hitta i hela Columbia. Vigors ger aktiva krafter som telekinesi, el-manipulation eller kontroll av djur och fiender. Booker kan hitta upp till 8 olika Vigors och ett flertal hjälpmedel (som hattar, skjortor, byxor och stövlar). Booker kan nu byta olika Vigors och hjälpmedel när som helst och behöver inte leta efter maskiner, vilket man behövde göra i de tidigare spelen. Spelaren har också tillgång till en slumpmässig uppgradering som Booker kan få om han räddar en av stadens invånare från någon fara.
När DeWitt har hittat Elizabeth kommer hon att följa med spelaren till olika ställen i spelet. Elizabeth har sin egen uppsättning av förmågor som Booker kan använda sig av. Elizabeth har förmågan att öppna upp olika "Tears" (en reva i dimensionell tid och rum) för att framkalla skydd, ammunition eller föremål för strid. Booker kan säga till Elizabeth vilka Tears han vill att hon ska öppna. Hon kan själv också ge Booker föremål som ammunition, läkemedel, pengar och även nya vapen.
Spelet har flera sorters fiender. Dessa varierar från till synes normala beväpnade människor, till starkare fiender som använder sig av Vigors, till den ikoniska "Handyman" som är en bepansrad jätte som anfaller spelaren med enorm styrka. Det finns även robotiska fiender och vakttorn placerade runtomkring Columbia. Till skillnad från de tidigare Bioshock-spelen kan fienderna attackera spelaren inte bara på sikt, utan förblir i stället neutrala om inte spelaren utför en handling som får dem att bli fientliga. Andra mäktigare motståndare, såsom Handyman, kan agera som ledare för andra fiender för att på så sätt utöka sina förmågor. Den mest kraftfulla fienden i spelet, känd som Songbird, är den mest fruktade varelsen i hela Columbia.
Spelet har också ett spelläge som heter "1999-mode", som är utformat för att göra spelet mer utmanande. Spelarna tvingas då att göra permanenta och påfrestande val för att utveckla sin karaktär. Genom dessa val måste spelarna specialisera sig inom särskilda spelstilar, vilket gör att andra valmöjligheter blir omöjliga under spelets gång.

## Utveckling
Irrational Games hade före tillkännagivandet av spelet den 12 augusti 2010 använt smeknamnet "Project Icarus" för att skildra sitt nästa spelprojekt, och skapade en teaser-hemsida i slutet av juli 2010. Under veckorna innan tillkännagivandet hade animationen i teaser-hemsidan långsamt byggts upp till en animerad oändlighetssymbol dagen före tillkännagivandet. Anställda på Irrational Games avslöjade senare att smeknamnet "Icarus" började som ett internt kodnamn för projektet, som användes i e-postkorrespondens för att undvika spridning av information om det nya spelet.
Irrational hade i hemlighet arbetat på Bioshock Infinite i två och ett halvt år efter att man gjort klart det ursprungliga Bioshock-spelet. Den ursprungliga Bioshock-spelmotorn, en modifierad Unreal Engine 2.x, hade för lite kapacitet för att stödja spelmekaniken i det nya spelet. Därför valde utvecklingsteamet att arbeta med Unreal Engine 3, modifiera den med sin egen ljuseffektsmotor och att simulera rörelser och bärkraften för Columbias byggnader. På grund av detta behövdes samtliga tillgångar för Bioshock Infinite göras från grunden.
I mars 2012 meddelades att det första releasedatumet för Bioshock Infinite för Microsoft Windows, Xbox 360 och Playstation 3 skulle vara den 16 oktober samma år. Men den 9 maj 2012 försenades releasedatumet till den 26 februari 2013, då Irrational Games ville lägga till "specific tweaks and improvements." Den 7 december 2012 försenades spelet ännu en gång till den 26 mars "in order to give the team a few more weeks of this polish." Den 19 februari kunde Ken Levine, creative director  för Irrational Games, stolt meddela att Bioshock Infinite har nått guld, vilket angav att spelet har godkänts av Sony, Microsoft och beslutsfattare för Windowsversionen.

## Mottagande
| Mottagande                         | Mottagande                             |
| Samlingsbetyg                      | Samlingsbetyg                          |
| Tjänst                             | Betyg                                  |
| ---------------------------------- | -------------------------------------- |
| Gamerankings                       | (PS3) 95.94% (PC) 92.62% (X360) 91.89% |
| Metacritic                         | (PS3) 94/100 (PC) 94/100 (X360) 93/100 |
| Recensionsbetyg                    |                                        |
| Publikation                        | Betyg                                  |
| Computer and Video Games           | 9.1/10                                 |
| Edge                               | 9/10                                   |
| Electronic Gaming Monthly          | 10/10                                  |
| Eurogamer                          | 10/10                                  |
| Famitsu                            | 37/40                                  |
| Game Informer                      | 10/10                                  |
| Gamespot                           | 9/10                                   |
| IGN                                | (PC) 9.5/10 (PS3/X360) 9.4/10          |
| Joystiq                            | [ 64 ]                                 |
| Official PlayStation Magazine (UK) | 10/10                                  |
| Official Xbox Magazine             | 9.5/10                                 |
| PC Gamer UK                        | 91%                                    |
| Videogamer.com                     | 8/10                                   |
| Gamereactor                        | 10/10                                  |

Bioshock Infinite har fått mycket positiva betyg från spelkritiker, som har berömt spelets berättelse, miljöer och grafikdesign. I webbplatserna Gamerankings gav Bioshock Infinite ett genomsnittsbetyg på 95,94% baserat på 17 recensioner till PS3-versionen, 92,62% baserat på 39 recensioner till PC-versionen och 91,89% baserat på 27 recensioner till Xbox 360-versionen. Metacritic gav spelet genomsnittsbetyget 94/100 baserat på 27 kritiker till PS3-versionen, 94/100 baserat på 68 recensioner till PC-versionen och 93/100 baserat på 33 recensioner till Xbox 360-versionen.

### Försäljning
Under  sin första vecka på marknaden var BioShock Infinite det bäst säljande spelet på Steams Top 10 PC Charts. I USA var BioShock Infinite det bäst säljande konsolspelet i mars 2013, med mer än 878,000 sålda enheter; dessa siffror inkluderar inte digital försäljning, t.ex. via Steam. I sin finansiella rapport från maj 2013 rapporterade Take Two att spelet har levererats i 3,7 miljoner exemplar till butiker, och översteg 4 miljoner i slutet av juli. Sen i maj 2014 har spelet sålt över 6 miljoner exemplar enligt Take Two.
Under den första försäljningsveckan i Storbritannien var BioShock Infinite det bäst säljande PC-spelet och det bäst säljande spelet på samtliga plattformar, och toppade de brittiska datorspelstabellerna för UK PC Retail Sales och UK All Formats. Under spelets öppningsvecka i Storbritannien rankades dess Xbox 360-version på första plats, Playstation 3-versionen på andra plats och PC-versionen på nionde plats i datorspelstabellen UK Individual Formats, då 64 procent av försäljningen var på Xbox 360, 31 procent på Playstation 3 och 5 procent på PC. Sen 2 april 2013 är det för närvarande den näst största spellanseringen år 2013 i Storbritannien efter Tomb Raider och är den största brittiska spellanseringen i BioShock-seriens historia med ca 9,000 fler exemplar än BioShock 2. Under spelets andra vecka i Storbritannien, trots en nedgång i försäljningen med 75 procent, höll BioShock Infinite kvar sin ledningsposition i UK All Formats. I sin tredje vecka blev BioShock Infinite det första spelet från 2013 att toppa de brittiska speltabellerna under tre veckor i rad.

### Utmärkelser
BioShock Infinite fick ett flertal utmärkelser och nomineringar efter dess release 2013 och vann utmärkelsen Game of the Year från 42 publikationer, bland annat Associated Press, CNN, Electronic Gaming Monthly, Entertainment Weekly, Forbes och Games. Spelet vann också Best Shooter of the Year-utmärkelser från flera publikationer, bland annat The Escapist, Game Informer, Gametrailers, Hardcore Gamer, IGN, Official Xbox Magazine och PlayStation Universe.
| \| Utmärkelse \| Datum \| Kategori \| Resultat \| Ref. \| \| -------------------------------------- \| ---------------- \| -------------------------- \| --------- \| ---------- \| \| 1UP's Best Games of E3 2011 \| 12 juni 2011 \| Best of Show \| Vann \| [94] \| \| 1UP's Best Games of E3 2011 \| 12 juni 2011 \| Best Shooting Game \| Runner-Up \| [95] \| \| 1UP's Best Games of E3 2011 \| 12 juni 2011 \| Best Xbox 360 Game \| Runner-Up \| [96] \| \| Game Critics Awards Best of E3 2011 \| 28 juni 2011 \| Best of Show \| Vann \| [97] \| \| Game Critics Awards Best of E3 2011 \| 28 juni 2011 \| Best Original Game \| Vann \| [97] \| \| Game Critics Awards Best of E3 2011 \| 28 juni 2011 \| Best PC Game \| Vann \| [97] \| \| Game Critics Awards Best of E3 2011 \| 28 juni 2011 \| Best Action/Adventure Game \| Vann \| [97] \| \| Game Informer's Best of E3 2011 Awards \| 13 juni 2011 \| Best of Show \| Vann \| [98] \| \| Game Informer's Best of E3 2011 Awards \| 13 juni 2011 \| Best Multiplatform \| Vann \| [99] \| \| Game Informer's Best of E3 2011 Awards \| 13 juni 2011 \| Best Action \| Vann \| [100] \| \| IGN's Best of E3 2011 Awards \| 6 juni 2011 \| Best Overall Game \| Vann \| [101] \| \| IGN's Best of E3 2011 Awards \| 6 juni 2011 \| Best Shooter \| Vann \| [101] \| \| IGN's Best of E3 2011 Awards \| 6 juni 2011 \| Best PC Game \| Vann \| [101] \| \| IGN's Best of E3 2011 Awards \| 6 juni 2011 \| Best PS3 Game \| Nominerad \| [101] \| \| IGN's Best of E3 2011 Awards \| 6 juni 2011 \| Best Xbox 360 Game \| Vann \| [101] \| \| IGN:s Best of Gamescom 2010 Awards \| 20 augusti 2010 \| Game of the Show \| Vann \| [102] \| \| IGN:s Best of Gamescom 2010 Awards \| 20 augusti 2010 \| Best Xbox 360 Game \| Vann \| [102] \| \| Spike Video Game Awards \| 12 december 2010 \| Most Anticipated Game \| Nominerad \| [103][104] \| \| Spike Video Game Awards \| 10 december 2012 \| Most Anticipated Game \| Nominerad \| [105] \| \| Spike Video Game Awards \| 7 december 2012 \| Most Anticipated Game \| Nominerad \| [106] \| |                  |                            |           |                 |
| Utmärkelse | Datum            | Kategori                   | Resultat  | Ref.            |
| 1UP's Best Games of E3 2011 | 12 juni 2011     | Best of Show               | Vann      | [ 94 ]          |
| 1UP's Best Games of E3 2011 | 12 juni 2011     | Best Shooting Game         | Runner-Up | [ 95 ]          |
| 1UP's Best Games of E3 2011 | 12 juni 2011     | Best Xbox 360 Game         | Runner-Up | [ 96 ]          |
| Game Critics Awards Best of E3 2011 | 28 juni 2011     | Best of Show               | Vann      | [ 97 ]          |
| Game Critics Awards Best of E3 2011 | 28 juni 2011     | Best Original Game         | Vann      | [ 97 ]          |
| Game Critics Awards Best of E3 2011 | 28 juni 2011     | Best PC Game               | Vann      | [ 97 ]          |
| Game Critics Awards Best of E3 2011 | 28 juni 2011     | Best Action/Adventure Game | Vann      | [ 97 ]          |
| Game Informer's Best of E3 2011 Awards | 13 juni 2011     | Best of Show               | Vann      | [ 98 ]          |
| Game Informer's Best of E3 2011 Awards | 13 juni 2011     | Best Multiplatform         | Vann      | [ 99 ]          |
| Game Informer's Best of E3 2011 Awards | 13 juni 2011     | Best Action                | Vann      | [ 100 ]         |
| IGN's Best of E3 2011 Awards | 6 juni 2011      | Best Overall Game          | Vann      | [ 101 ]         |
| IGN's Best of E3 2011 Awards | 6 juni 2011      | Best Shooter               | Vann      | [ 101 ]         |
| IGN's Best of E3 2011 Awards | 6 juni 2011      | Best PC Game               | Vann      | [ 101 ]         |
| IGN's Best of E3 2011 Awards | 6 juni 2011      | Best PS3 Game              | Nominerad | [ 101 ]         |
| IGN's Best of E3 2011 Awards | 6 juni 2011      | Best Xbox 360 Game         | Vann      | [ 101 ]         |
| IGN:s Best of Gamescom 2010 Awards | 20 augusti 2010  | Game of the Show           | Vann      | [ 102 ]         |
| IGN:s Best of Gamescom 2010 Awards | 20 augusti 2010  | Best Xbox 360 Game         | Vann      | [ 102 ]         |
| Spike Video Game Awards | 12 december 2010 | Most Anticipated Game      | Nominerad | [ 103 ] [ 104 ] |
| Spike Video Game Awards | 10 december 2012 | Most Anticipated Game      | Nominerad | [ 105 ]         |
| Spike Video Game Awards | 7 december 2012  | Most Anticipated Game      | Nominerad | [ 106 ]         |

| \| Utmärkelse \| Datum \| Kategori \| Resultat \| Ref. \| \| ----------------------------------------------------- \| ---------------- \| ----------------------------------------------------------------------------------------------- \| ----------------- \| ---------- \| \| BAFTA Video Games Awards \| 12 mars 2014 \| Artistic Achievement (Scott Sinclair, Shawn Robertson, Stephen Alexander) \| Nominerad \| [107] \| \| BAFTA Video Games Awards \| 12 mars 2014 \| Audio Achievement (Patrick Balthrop, Scott Haraldsen, James Bonney) \| Nominerad \| [107] \| \| BAFTA Video Games Awards \| 12 mars 2014 \| Original Music (James Bonney, Garry Schyman) \| Vann \| [107] \| \| BAFTA Video Games Awards \| 12 mars 2014 \| Performer (Courtnee Draper som Elizabeth) \| Nominerad \| [107] \| \| Cheat Code Central's 7th Annual Cody Awards \| 6 december 2013 \| Game of the Year \| Nominerad \| [108] \| \| Cheat Code Central's 7th Annual Cody Awards \| 6 december 2013 \| Studio of the Year (Irrational Games) \| Nominerad \| [109] \| \| Cheat Code Central's 7th Annual Cody Awards \| 6 december 2013 \| Best Sound \| Nominerad \| [110] \| \| Cheat Code Central's 7th Annual Cody Awards \| 6 december 2013 \| Best Male Character (Booker DeWitt) \| Andra plats \| [111] \| \| Cheat Code Central's 7th Annual Cody Awards \| 6 december 2013 \| Best Female Character (Elizabeth) \| Nominerad \| [112] \| \| Cheat Code Central's 7th Annual Cody Awards \| 6 december 2013 \| Best Xbox Game \| Vann \| [113] \| \| Cheat Code Central's 7th Annual Cody Awards \| 6 december 2013 \| Best DLC (Burial at Sea - Episode One) \| Nominerad \| [114] \| \| D.I.C.E. Awards \| 6 februari 2014 \| Game of the Year \| Nominerad \| [115] \| \| D.I.C.E. Awards \| 6 februari 2014 \| Action Game of the Year \| Vann \| [115] \| \| D.I.C.E. Awards \| 6 februari 2014 \| Outstanding Achievement in Art Direction \| Nominerad \| [115] \| \| D.I.C.E. Awards \| 6 februari 2014 \| Outstanding Achievement in Original Music Composition \| Vann \| [115] \| \| D.I.C.E. Awards \| 6 februari 2014 \| Outstanding Achievement in Sound Design \| Nominerad \| [115] \| \| D.I.C.E. Awards \| 6 februari 2014 \| Outstanding Achievement in Story \| Nominerad \| [115] \| \| Destructoid's Best of 2013 \| 24 december 2013 \| Game of the Year \| Nominerad \| [116] \| \| Destructoid's Best of 2013 \| 24 december 2013 \| Community Choice \| Andra plats \| [117] \| \| Destructoid's Best of 2013 \| 24 december 2013 \| Best Multiplatform Game \| Nominerad \| [118] \| \| Destructoid's Best of 2013 \| 24 december 2013 \| Best Visuals \| Nominerad \| [119] \| \| Destructoid's Best of 2013 \| 24 december 2013 \| Best Story \| Nominerad \| [120] \| \| Destructoid's Best of 2013 \| 24 december 2013 \| Best Shooter \| Nominerad \| [121] \| \| Destructoid's Best of 2013 \| 24 december 2013 \| Best Character (Elizabeth) \| Nominerad \| [122] \| \| Destructoid's Best of 2013 \| 24 december 2013 \| Best Character (The Lutece Twins) \| Vann \| [122] \| \| Destructoid's Best of 2013 \| 24 december 2013 \| Best Soundtrack \| Nominerad \| [123] \| \| Destructoid's Best of 2013 \| 24 december 2013 \| Best Add-On DLC (Burial at Sea - Episode One) \| Nominerad \| [124] \| \| Edge Awards 2013 \| 27 december 2013 \| Best Visual Design \| Tredje plats \| [125] \| \| The Escapist Awards 2013 \| 1 januari 2014 \| Game of the Year \| Nominerad \| [126] \| \| The Escapist Awards 2013 \| 1 januari 2014 \| Best Shooter \| Vann \| [87] \| \| Game Audio Network Guild Awards \| 20 mars 2014 \| Audio of the Year \| Nominerad \| [127] \| \| Game Audio Network Guild Awards \| 20 mars 2014 \| Music of the Year \| Vann \| [127] \| \| Game Audio Network Guild Awards \| 20 mars 2014 \| Sound Design of the Year \| Nominerad \| [127] \| \| Game Audio Network Guild Awards \| 20 mars 2014 \| Best Cinematic/Cut-Scene Audio \| Nominerad \| [127] \| \| Game Audio Network Guild Awards \| 20 mars 2014 \| Best Dialogue \| Nominerad \| [127] \| \| Game Audio Network Guild Awards \| 20 mars 2014 \| Best Original Instrumental ("Lighter Than Air") \| Vann \| [127] \| \| Game Audio Network Guild Awards \| 20 mars 2014 \| Best Use of Licensed Music \| Vann \| [127] \| \| Game Developers Choice Awards \| 19 mars 2014 \| Best Audio \| Vann \| [128] \| \| Game Developers Choice Awards \| 19 mars 2014 \| Best Narrative \| Honorable Mention \| [128] \| \| Game Developers Choice Awards \| 19 mars 2014 \| Best Visual Art \| Vann \| [128] \| \| Game Informer Best of 2013 Awards \| January 7, 2014 \| Best Shooter \| Vann \| [88] \| \| Game Informer 2013 Shooter of the Year Awards \| 13 januari 2014 \| Shooter of the Year \| Vann \| [129] \| \| Game Informer 2013 Shooter of the Year Awards \| 13 januari 2014 \| Best Campaign \| Vann \| [130] \| \| Game Informer 2013 Shooter of the Year Awards \| 13 januari 2014 \| Best Setting (Columbia) \| Vann \| [130] \| \| Game Revolution's Best of 2013 Awards \| 16 december 2013 \| Game of the Year \| Runner-Up \| [131] \| \| Game Revolution's Best of 2013 Awards \| 16 december 2013 \| Best Developer (Irrational Games) \| Runner-Up \| [132] \| \| Game Revolution's Best of 2013 Awards \| 16 december 2013 \| Best DLC Add-On (Burial at Sea - Episode One) \| Runner-Up \| [133] \| \| Game Revolution's Best of 2013 Awards \| 16 december 2013 \| Best Shooter \| Runner-Up \| [134] \| \| GAMES Game Awards 2014 \| 15 oktober 2013 \| Game of the Year \| Vann \| [135] \| \| GameSpot's Game of the Year 2013 Awards \| 13 december 2013 \| Game of the Year \| Honorable Mention \| [136] \| \| GameSpot's Game of the Year 2013 Awards \| 13 december 2013 \| PC Game of the Year \| Nominerad \| [137] \| \| GameSpot's Game of the Year 2013 Awards \| 13 december 2013 \| PS3 Game of the Year \| Nominerad \| [138] \| \| GameSpot's Game of the Year 2013 Awards \| 13 december 2013 \| Xbox 360 Game of the Year \| Nominerad \| [139] \| \| GameTrailers Game of the Year Awards 2013 \| 23 december 2013 \| Game of the Year \| Nominerad \| [89] \| \| GameTrailers Game of the Year Awards 2013 \| 23 december 2013 \| Best Multiplatform Game \| Nominerad \| [89] \| \| GameTrailers Game of the Year Awards 2013 \| 23 december 2013 \| Best First-Person Shooter \| Vann \| [89] \| \| GameTrailers Game of the Year Awards 2013 \| 23 december 2013 \| Best Story \| Nominerad \| [89] \| \| GameTrailers Game of the Year Awards 2013 \| 23 december 2013 \| Best Soundtrack \| Vann \| [89] \| \| Giant Bomb's 2013 Game of the Year Awards \| 24 december 2013 \| Best Game \| Tredje plats \| [140] \| \| Giant Bomb's 2013 Game of the Year Awards \| 24 december 2013 \| Best Use of a Licensed Song ("God Only Knows") \| Vann \| [141] \| \| Giant Bomb's 2013 Game of the Year Awards \| 24 december 2013 \| Best Story \| Runner-Up \| [142] \| \| Giant Bomb's 2013 Game of the Year Awards \| 24 december 2013 \| Best Music \| Runner-Up \| [142] \| \| Giant Bomb's 2013 Game of the Year Awards \| 24 december 2013 \| Best New Character (The Lutece Twins) \| Runner-Up \| [142] \| \| Golden Joystick Award \| 26 oktober 2013 \| Game of the Year \| Nominerad \| [143][144] \| \| Golden Joystick Award \| 26 oktober 2013 \| Best Storytelling \| Nominerad \| [143][144] \| \| Golden Joystick Award \| 26 oktober 2013 \| Studio of the Year (Irrational Games) \| Nominerad \| [143][144] \| \| Golden Joystick Award \| 26 oktober 2013 \| Best Visual Design \| Vann \| [143][144] \| \| Golden Joystick Award \| 26 oktober 2013 \| Best Gaming Moment (Hallelujah) \| Nominerad \| [143][144] \| \| Good Game Awards 2013 \| 3 december 2013 \| Best Game \| Nominerad \| [145] \| \| Good Game Awards 2013 \| 3 december 2013 \| Most Memorable Moment (Ending) \| Vann \| [146] \| \| Hardcore Gamer's Game of the Year Awards 2013 \| 21 december 2013 \| Game of the Year \| Tredje plats \| [147] \| \| Hardcore Gamer's Game of the Year Awards 2013 \| 21 december 2013 \| Best Multiplatform Game \| Nominerad \| [148] \| \| Hardcore Gamer's Game of the Year Awards 2013 \| 21 december 2013 \| Best Shooter \| Vann \| [90] \| \| Hardcore Gamer's Game of the Year Awards 2013 \| 21 december 2013 \| Best Artistic Design \| Vann \| [149] \| \| Hardcore Gamer's Game of the Year Awards 2013 \| 21 december 2013 \| Best Developer (Irrational Games) \| Nominerad \| [150] \| \| Hardcore Gamer's Game of the Year Awards 2013 \| 21 december 2013 \| Best New Character (Elizabeth) \| Nominerad \| [151] \| \| Hardcore Gamer's Game of the Year Awards 2013 \| 21 december 2013 \| Best Original Soundtrack \| Nominerad \| [152] \| \| Hardcore Gamer's Game of the Year Awards 2013 \| 21 december 2013 \| Best Sound Design \| Vann \| [153] \| \| Hardcore Gamer's Game of the Year Awards 2013 \| 21 december 2013 \| Best Story \| Vann \| [154] \| \| Hardcore Gamer's Game of the Year Awards 2013 \| 21 december 2013 \| Best Voice Acting \| Nominerad \| [155] \| \| Hardcore Gamer's Game of the Year Awards 2013 \| 21 december 2013 \| The Sequel of Sequels \| Nominerad \| [156] \| \| Hardcore Gamer's Game of the Year Awards 2013 \| 21 december 2013 \| The Troy Baker Award (Troy Baker som Booker DeWitt) \| Nominerad \| [157] \| \| IGN AU Black Beta Select Awards \| 7 februari 2014 \| Overall Game of the Year \| Tredje plats \| [158] \| \| IGN AU Black Beta Select Awards \| 7 februari 2014 \| Most Memorable Moment \| Andra plats \| [158] \| \| IGN AU Black Beta Select Awards \| 7 februari 2014 \| Best PC Game \| Vann \| [158] \| \| IGN AU Black Beta Select Awards \| 7 februari 2014 \| Best Storytelling \| Andra plats \| [158] \| \| IGN AU Black Beta Select Awards \| 7 februari 2014 \| Best Visual Design \| Vann \| [158] \| \| IGN's Best of 2013 \| 9 januari 2014 \| Best Overall Game \| Nominerad \| [159] \| \| IGN's Best of 2013 \| 9 januari 2014 \| Best Overall Shooter Game \| Vann \| [91] \| \| IGN's Best of 2013 \| 9 januari 2014 \| Best Overall Graphics - Art Design \| Vann \| [160] \| \| IGN's Best of 2013 \| 9 januari 2014 \| Best Overall Sound \| Nominerad \| [161] \| \| IGN's Best of 2013 \| 9 januari 2014 \| Best Overall Story \| Nominerad \| [162] \| \| IGN's Best of 2013 \| 9 januari 2014 \| Best PC Game \| Nominerad \| [163] \| \| IGN's Best of 2013 \| 9 januari 2014 \| Best PC Shooter Game \| Vann \| [164] \| \| IGN's Best of 2013 \| 9 januari 2014 \| Best PC Graphics \| Vann \| [165] \| \| IGN's Best of 2013 \| 9 januari 2014 \| Best PC Sound \| Vann \| [166] \| \| IGN's Best of 2013 \| 9 januari 2014 \| Best PC Story \| Nominerad \| [167] \| \| IGN's Best of 2013 \| 9 januari 2014 \| Best PS3 Game \| Nominerad \| [168] \| \| IGN's Best of 2013 \| 9 januari 2014 \| Best PS3 Shooter Game \| Vann \| [169] \| \| IGN's Best of 2013 \| 9 januari 2014 \| Best PS3 Graphics \| Nominerad \| [170] \| \| IGN's Best of 2013 \| 9 januari 2014 \| Best PS3 Sound \| Nominerad \| [171] \| \| IGN's Best of 2013 \| 9 januari 2014 \| Best PS3 Story \| Nominerad \| [172] \| \| IGN's Best of 2013 \| 9 januari 2014 \| Best Xbox 360 Game \| Nominerad \| [173] \| \| IGN's Best of 2013 \| 9 januari 2014 \| Best Xbox 360 Shooter Game \| Vann \| [174] \| \| IGN's Best of 2013 \| 9 januari 2014 \| Best Xbox 360 Graphics \| Nominerad \| [175] \| \| IGN's Best of 2013 \| 9 januari 2014 \| Best Xbox 360 Sound \| Vann \| [176] \| \| IGN's Best of 2013 \| 9 januari 2014 \| Best Xbox 360 Story \| Vann \| [177] \| \| Inside Gaming Awards \| 4 december 2013 \| Game of the Year \| Nominerad \| [178][179] \| \| Inside Gaming Awards \| 4 december 2013 \| Best Art \| Vann \| [178][179] \| \| Inside Gaming Awards \| 4 december 2013 \| Most Immersive \| Nominerad \| [178][179] \| \| Inside Gaming Awards \| 4 december 2013 \| Best Story \| Vann \| [178][179] \| \| Inside Gaming Awards \| 4 december 2013 \| Best Voice Acting \| Nominerad \| [178][179] \| \| Inside Gaming Awards \| 4 december 2013 \| Best Additional Content (Burial at Sea - Episode One) \| Nominerad \| [178][179] \| \| Inside Gaming Awards \| 4 december 2013 \| Gamers' Choice \| Nominerad \| [178][179] \| \| National Academy of Video Game Trade Reviewers Awards \| 17 februari 2014 \| Game of the Year \| Nominerad \| [180] \| \| National Academy of Video Game Trade Reviewers Awards \| 17 februari 2014 \| Art Direction, Period Influence \| Vann \| [180] \| \| National Academy of Video Game Trade Reviewers Awards \| 17 februari 2014 \| Camera Direction in a Game Engine \| Nominerad \| [180] \| \| National Academy of Video Game Trade Reviewers Awards \| 17 februari 2014 \| Game Design, Franchise \| Vann \| [180] \| \| National Academy of Video Game Trade Reviewers Awards \| 17 februari 2014 \| Graphics, Technical \| Nominerad \| [180] \| \| National Academy of Video Game Trade Reviewers Awards \| 17 februari 2014 \| Lighting/Texturing \| Nominerad \| [180] \| \| National Academy of Video Game Trade Reviewers Awards \| 17 februari 2014 \| Song Collection \| Vann \| [180] \| \| National Academy of Video Game Trade Reviewers Awards \| 17 februari 2014 \| Sound Effects \| Nominerad \| [180] \| \| National Academy of Video Game Trade Reviewers Awards \| 17 februari 2014 \| Supporting Performance in a Drama (Courtnee Draper som Elizabeth) \| Vann \| [180] \| \| National Academy of Video Game Trade Reviewers Awards \| 17 februari 2014 \| Use of Sound, Franchise \| Vann \| [180] \| \| National Academy of Video Game Trade Reviewers Awards \| 17 februari 2014 \| Writing in a Drama \| Nominerad \| [180] \| \| National Academy of Video Game Trade Reviewers Awards \| 17 februari 2014 \| Game, Franchise Action \| Vann \| [180] \| \| New York Videogame Critics Circle Awards \| 11 februari 2014 \| Best Game \| Nominerad \| [181][182] \| \| New York Videogame Critics Circle Awards \| 11 februari 2014 \| Best Writing in a Game \| Nominerad \| [181][182] \| \| New York Videogame Critics Circle Awards \| 11 februari 2014 \| Best Music in a Game \| Vann \| [181][182] \| \| New York Videogame Critics Circle Awards \| 11 februari 2014 \| Best World (Columbia) \| Nominerad \| [181][182] \| \| New York Videogame Critics Circle Awards \| 11 februari 2014 \| Best Overall Acting (Courtnee Draper som Elizabeth) \| Nominerad \| [181][182] \| \| Official Xbox Magazine's Game of the Year Awards 2013 \| 13 januari 2014 \| Game of the Year \| Runner-Up \| [183] \| \| Official Xbox Magazine's Game of the Year Awards 2013 \| 13 januari 2014 \| Best Character (The Lutece Twins) \| Runner-Up \| [184] \| \| Official Xbox Magazine's Game of the Year Awards 2013 \| 13 januari 2014 \| Best Shooter \| Vann \| [92] \| \| Official Xbox Magazine's Game of the Year Awards 2013 \| 13 januari 2014 \| Best Soundtrack \| Vann \| [185] \| \| Satellite Award \| 23 februari 2014 \| Outstanding Action / Adventure Video Game \| Nominerad \| [186] \| \| Telegraph Video Game Awards 2013 \| 31 december 2013 \| Best Director (Ken Levine) \| Nominerad \| [187] \| \| Telegraph Video Game Awards 2013 \| 31 december 2013 \| Best Art Direction (Simeon Wilkins) \| Nominerad \| [187] \| \| VGX \| 7 december 2013 \| Game of the Year \| Nominerad \| [188] \| \| VGX \| 7 december 2013 \| Studio of the Year (Irrational Games) \| Nominerad \| [188] \| \| VGX \| 7 december 2013 \| Best Shooter \| Vann \| [188] \| \| VGX \| 7 december 2013 \| Best Xbox Game \| Nominerad \| [188] \| \| VGX \| 7 december 2013 \| Best Voice Actor (Troy Baker som Booker DeWitt) \| Nominerad \| [188] \| \| VGX \| 7 december 2013 \| Best Voice Actress (Courtnee Draper som Elizabeth) \| Nominerad \| [188] \| \| VGX \| 7 december 2013 \| Best Soundtrack \| Nominerad \| [188] \| \| VGX \| 7 december 2013 \| Best Song in a Game ("Will the Circle Be Unbroken?" framförd av Courtnee Draper och Troy Baker) \| Vann \| [188] \| \| VGX \| 7 december 2013 \| Character of the Year (The Lutece Twins) \| Vann \| [188] \| |                  |                                                                                                 |                   |                 |
| Utmärkelse | Datum            | Kategori                                                                                        | Resultat          | Ref.            |
| BAFTA Video Games Awards | 12 mars 2014     | Artistic Achievement (Scott Sinclair, Shawn Robertson, Stephen Alexander)                       | Nominerad         | [ 107 ]         |
| BAFTA Video Games Awards | 12 mars 2014     | Audio Achievement (Patrick Balthrop, Scott Haraldsen, James Bonney)                             | Nominerad         | [ 107 ]         |
| BAFTA Video Games Awards | 12 mars 2014     | Original Music (James Bonney, Garry Schyman)                                                    | Vann              | [ 107 ]         |
| BAFTA Video Games Awards | 12 mars 2014     | Performer (Courtnee Draper som Elizabeth)                                                       | Nominerad         | [ 107 ]         |
| Cheat Code Central's 7th Annual Cody Awards | 6 december 2013  | Game of the Year                                                                                | Nominerad         | [ 108 ]         |
| Cheat Code Central's 7th Annual Cody Awards | 6 december 2013  | Studio of the Year (Irrational Games)                                                           | Nominerad         | [ 109 ]         |
| Cheat Code Central's 7th Annual Cody Awards | 6 december 2013  | Best Sound                                                                                      | Nominerad         | [ 110 ]         |
| Cheat Code Central's 7th Annual Cody Awards | 6 december 2013  | Best Male Character (Booker DeWitt)                                                             | Andra plats       | [ 111 ]         |
| Cheat Code Central's 7th Annual Cody Awards | 6 december 2013  | Best Female Character (Elizabeth)                                                               | Nominerad         | [ 112 ]         |
| Cheat Code Central's 7th Annual Cody Awards | 6 december 2013  | Best Xbox Game                                                                                  | Vann              | [ 113 ]         |
| Cheat Code Central's 7th Annual Cody Awards | 6 december 2013  | Best DLC (Burial at Sea - Episode One)                                                          | Nominerad         | [ 114 ]         |
| D.I.C.E. Awards | 6 februari 2014  | Game of the Year                                                                                | Nominerad         | [ 115 ]         |
| D.I.C.E. Awards | 6 februari 2014  | Action Game of the Year                                                                         | Vann              | [ 115 ]         |
| D.I.C.E. Awards | 6 februari 2014  | Outstanding Achievement in Art Direction                                                        | Nominerad         | [ 115 ]         |
| D.I.C.E. Awards | 6 februari 2014  | Outstanding Achievement in Original Music Composition                                           | Vann              | [ 115 ]         |
| D.I.C.E. Awards | 6 februari 2014  | Outstanding Achievement in Sound Design                                                         | Nominerad         | [ 115 ]         |
| D.I.C.E. Awards | 6 februari 2014  | Outstanding Achievement in Story                                                                | Nominerad         | [ 115 ]         |
| Destructoid's Best of 2013 | 24 december 2013 | Game of the Year                                                                                | Nominerad         | [ 116 ]         |
| Destructoid's Best of 2013 | 24 december 2013 | Community Choice                                                                                | Andra plats       | [ 117 ]         |
| Destructoid's Best of 2013 | 24 december 2013 | Best Multiplatform Game                                                                         | Nominerad         | [ 118 ]         |
| Destructoid's Best of 2013 | 24 december 2013 | Best Visuals                                                                                    | Nominerad         | [ 119 ]         |
| Destructoid's Best of 2013 | 24 december 2013 | Best Story                                                                                      | Nominerad         | [ 120 ]         |
| Destructoid's Best of 2013 | 24 december 2013 | Best Shooter                                                                                    | Nominerad         | [ 121 ]         |
| Destructoid's Best of 2013 | 24 december 2013 | Best Character (Elizabeth)                                                                      | Nominerad         | [ 122 ]         |
| Destructoid's Best of 2013 | 24 december 2013 | Best Character (The Lutece Twins)                                                               | Vann              | [ 122 ]         |
| Destructoid's Best of 2013 | 24 december 2013 | Best Soundtrack                                                                                 | Nominerad         | [ 123 ]         |
| Destructoid's Best of 2013 | 24 december 2013 | Best Add-On DLC (Burial at Sea - Episode One)                                                   | Nominerad         | [ 124 ]         |
| Edge Awards 2013 | 27 december 2013 | Best Visual Design                                                                              | Tredje plats      | [ 125 ]         |
| The Escapist Awards 2013 | 1 januari 2014   | Game of the Year                                                                                | Nominerad         | [ 126 ]         |
| The Escapist Awards 2013 | 1 januari 2014   | Best Shooter                                                                                    | Vann              | [ 87 ]          |
| Game Audio Network Guild Awards | 20 mars 2014     | Audio of the Year                                                                               | Nominerad         | [ 127 ]         |
| Game Audio Network Guild Awards | 20 mars 2014     | Music of the Year                                                                               | Vann              | [ 127 ]         |
| Game Audio Network Guild Awards | 20 mars 2014     | Sound Design of the Year                                                                        | Nominerad         | [ 127 ]         |
| Game Audio Network Guild Awards | 20 mars 2014     | Best Cinematic/Cut-Scene Audio                                                                  | Nominerad         | [ 127 ]         |
| Game Audio Network Guild Awards | 20 mars 2014     | Best Dialogue                                                                                   | Nominerad         | [ 127 ]         |
| Game Audio Network Guild Awards | 20 mars 2014     | Best Original Instrumental ("Lighter Than Air")                                                 | Vann              | [ 127 ]         |
| Game Audio Network Guild Awards | 20 mars 2014     | Best Use of Licensed Music                                                                      | Vann              | [ 127 ]         |
| Game Developers Choice Awards | 19 mars 2014     | Best Audio                                                                                      | Vann              | [ 128 ]         |
| Game Developers Choice Awards | 19 mars 2014     | Best Narrative                                                                                  | Honorable Mention | [ 128 ]         |
| Game Developers Choice Awards | 19 mars 2014     | Best Visual Art                                                                                 | Vann              | [ 128 ]         |
| Game Informer Best of 2013 Awards | January 7, 2014  | Best Shooter                                                                                    | Vann              | [ 88 ]          |
| Game Informer 2013 Shooter of the Year Awards | 13 januari 2014  | Shooter of the Year                                                                             | Vann              | [ 129 ]         |
| Game Informer 2013 Shooter of the Year Awards | 13 januari 2014  | Best Campaign                                                                                   | Vann              | [ 130 ]         |
| Game Informer 2013 Shooter of the Year Awards | 13 januari 2014  | Best Setting (Columbia)                                                                         | Vann              | [ 130 ]         |
| Game Revolution's Best of 2013 Awards | 16 december 2013 | Game of the Year                                                                                | Runner-Up         | [ 131 ]         |
| Game Revolution's Best of 2013 Awards | 16 december 2013 | Best Developer (Irrational Games)                                                               | Runner-Up         | [ 132 ]         |
| Game Revolution's Best of 2013 Awards | 16 december 2013 | Best DLC Add-On (Burial at Sea - Episode One)                                                   | Runner-Up         | [ 133 ]         |
| Game Revolution's Best of 2013 Awards | 16 december 2013 | Best Shooter                                                                                    | Runner-Up         | [ 134 ]         |
| GAMES Game Awards 2014 | 15 oktober 2013  | Game of the Year                                                                                | Vann              | [ 135 ]         |
| GameSpot's Game of the Year 2013 Awards | 13 december 2013 | Game of the Year                                                                                | Honorable Mention | [ 136 ]         |
| GameSpot's Game of the Year 2013 Awards | 13 december 2013 | PC Game of the Year                                                                             | Nominerad         | [ 137 ]         |
| GameSpot's Game of the Year 2013 Awards | 13 december 2013 | PS3 Game of the Year                                                                            | Nominerad         | [ 138 ]         |
| GameSpot's Game of the Year 2013 Awards | 13 december 2013 | Xbox 360 Game of the Year                                                                       | Nominerad         | [ 139 ]         |
| GameTrailers Game of the Year Awards 2013 | 23 december 2013 | Game of the Year                                                                                | Nominerad         | [ 89 ]          |
| GameTrailers Game of the Year Awards 2013 | 23 december 2013 | Best Multiplatform Game                                                                         | Nominerad         | [ 89 ]          |
| GameTrailers Game of the Year Awards 2013 | 23 december 2013 | Best First-Person Shooter                                                                       | Vann              | [ 89 ]          |
| GameTrailers Game of the Year Awards 2013 | 23 december 2013 | Best Story                                                                                      | Nominerad         | [ 89 ]          |
| GameTrailers Game of the Year Awards 2013 | 23 december 2013 | Best Soundtrack                                                                                 | Vann              | [ 89 ]          |
| Giant Bomb's 2013 Game of the Year Awards | 24 december 2013 | Best Game                                                                                       | Tredje plats      | [ 140 ]         |
| Giant Bomb's 2013 Game of the Year Awards | 24 december 2013 | Best Use of a Licensed Song ("God Only Knows")                                                  | Vann              | [ 141 ]         |
| Giant Bomb's 2013 Game of the Year Awards | 24 december 2013 | Best Story                                                                                      | Runner-Up         | [ 142 ]         |
| Giant Bomb's 2013 Game of the Year Awards | 24 december 2013 | Best Music                                                                                      | Runner-Up         | [ 142 ]         |
| Giant Bomb's 2013 Game of the Year Awards | 24 december 2013 | Best New Character (The Lutece Twins)                                                           | Runner-Up         | [ 142 ]         |
| Golden Joystick Award | 26 oktober 2013  | Game of the Year                                                                                | Nominerad         | [ 143 ] [ 144 ] |
| Golden Joystick Award | 26 oktober 2013  | Best Storytelling                                                                               | Nominerad         | [ 143 ] [ 144 ] |
| Golden Joystick Award | 26 oktober 2013  | Studio of the Year (Irrational Games)                                                           | Nominerad         | [ 143 ] [ 144 ] |
| Golden Joystick Award | 26 oktober 2013  | Best Visual Design                                                                              | Vann              | [ 143 ] [ 144 ] |
| Golden Joystick Award | 26 oktober 2013  | Best Gaming Moment (Hallelujah)                                                                 | Nominerad         | [ 143 ] [ 144 ] |
| Good Game Awards 2013 | 3 december 2013  | Best Game                                                                                       | Nominerad         | [ 145 ]         |
| Good Game Awards 2013 | 3 december 2013  | Most Memorable Moment (Ending)                                                                  | Vann              | [ 146 ]         |
| Hardcore Gamer's Game of the Year Awards 2013 | 21 december 2013 | Game of the Year                                                                                | Tredje plats      | [ 147 ]         |
| Hardcore Gamer's Game of the Year Awards 2013 | 21 december 2013 | Best Multiplatform Game                                                                         | Nominerad         | [ 148 ]         |
| Hardcore Gamer's Game of the Year Awards 2013 | 21 december 2013 | Best Shooter                                                                                    | Vann              | [ 90 ]          |
| Hardcore Gamer's Game of the Year Awards 2013 | 21 december 2013 | Best Artistic Design                                                                            | Vann              | [ 149 ]         |
| Hardcore Gamer's Game of the Year Awards 2013 | 21 december 2013 | Best Developer (Irrational Games)                                                               | Nominerad         | [ 150 ]         |
| Hardcore Gamer's Game of the Year Awards 2013 | 21 december 2013 | Best New Character (Elizabeth)                                                                  | Nominerad         | [ 151 ]         |
| Hardcore Gamer's Game of the Year Awards 2013 | 21 december 2013 | Best Original Soundtrack                                                                        | Nominerad         | [ 152 ]         |
| Hardcore Gamer's Game of the Year Awards 2013 | 21 december 2013 | Best Sound Design                                                                               | Vann              | [ 153 ]         |
| Hardcore Gamer's Game of the Year Awards 2013 | 21 december 2013 | Best Story                                                                                      | Vann              | [ 154 ]         |
| Hardcore Gamer's Game of the Year Awards 2013 | 21 december 2013 | Best Voice Acting                                                                               | Nominerad         | [ 155 ]         |
| Hardcore Gamer's Game of the Year Awards 2013 | 21 december 2013 | The Sequel of Sequels                                                                           | Nominerad         | [ 156 ]         |
| Hardcore Gamer's Game of the Year Awards 2013 | 21 december 2013 | The Troy Baker Award (Troy Baker som Booker DeWitt)                                             | Nominerad         | [ 157 ]         |
| IGN AU Black Beta Select Awards | 7 februari 2014  | Overall Game of the Year                                                                        | Tredje plats      | [ 158 ]         |
| IGN AU Black Beta Select Awards | 7 februari 2014  | Most Memorable Moment                                                                           | Andra plats       | [ 158 ]         |
| IGN AU Black Beta Select Awards | 7 februari 2014  | Best PC Game                                                                                    | Vann              | [ 158 ]         |
| IGN AU Black Beta Select Awards | 7 februari 2014  | Best Storytelling                                                                               | Andra plats       | [ 158 ]         |
| IGN AU Black Beta Select Awards | 7 februari 2014  | Best Visual Design                                                                              | Vann              | [ 158 ]         |
| IGN's Best of 2013 | 9 januari 2014   | Best Overall Game                                                                               | Nominerad         | [ 159 ]         |
| IGN's Best of 2013 | 9 januari 2014   | Best Overall Shooter Game                                                                       | Vann              | [ 91 ]          |
| IGN's Best of 2013 | 9 januari 2014   | Best Overall Graphics - Art Design                                                              | Vann              | [ 160 ]         |
| IGN's Best of 2013 | 9 januari 2014   | Best Overall Sound                                                                              | Nominerad         | [ 161 ]         |
| IGN's Best of 2013 | 9 januari 2014   | Best Overall Story                                                                              | Nominerad         | [ 162 ]         |
| IGN's Best of 2013 | 9 januari 2014   | Best PC Game                                                                                    | Nominerad         | [ 163 ]         |
| IGN's Best of 2013 | 9 januari 2014   | Best PC Shooter Game                                                                            | Vann              | [ 164 ]         |
| IGN's Best of 2013 | 9 januari 2014   | Best PC Graphics                                                                                | Vann              | [ 165 ]         |
| IGN's Best of 2013 | 9 januari 2014   | Best PC Sound                                                                                   | Vann              | [ 166 ]         |
| IGN's Best of 2013 | 9 januari 2014   | Best PC Story                                                                                   | Nominerad         | [ 167 ]         |
| IGN's Best of 2013 | 9 januari 2014   | Best PS3 Game                                                                                   | Nominerad         | [ 168 ]         |
| IGN's Best of 2013 | 9 januari 2014   | Best PS3 Shooter Game                                                                           | Vann              | [ 169 ]         |
| IGN's Best of 2013 | 9 januari 2014   | Best PS3 Graphics                                                                               | Nominerad         | [ 170 ]         |
| IGN's Best of 2013 | 9 januari 2014   | Best PS3 Sound                                                                                  | Nominerad         | [ 171 ]         |
| IGN's Best of 2013 | 9 januari 2014   | Best PS3 Story                                                                                  | Nominerad         | [ 172 ]         |
| IGN's Best of 2013 | 9 januari 2014   | Best Xbox 360 Game                                                                              | Nominerad         | [ 173 ]         |
| IGN's Best of 2013 | 9 januari 2014   | Best Xbox 360 Shooter Game                                                                      | Vann              | [ 174 ]         |
| IGN's Best of 2013 | 9 januari 2014   | Best Xbox 360 Graphics                                                                          | Nominerad         | [ 175 ]         |
| IGN's Best of 2013 | 9 januari 2014   | Best Xbox 360 Sound                                                                             | Vann              | [ 176 ]         |
| IGN's Best of 2013 | 9 januari 2014   | Best Xbox 360 Story                                                                             | Vann              | [ 177 ]         |
| Inside Gaming Awards | 4 december 2013  | Game of the Year                                                                                | Nominerad         | [ 178 ] [ 179 ] |
| Inside Gaming Awards | 4 december 2013  | Best Art                                                                                        | Vann              | [ 178 ] [ 179 ] |
| Inside Gaming Awards | 4 december 2013  | Most Immersive                                                                                  | Nominerad         | [ 178 ] [ 179 ] |
| Inside Gaming Awards | 4 december 2013  | Best Story                                                                                      | Vann              | [ 178 ] [ 179 ] |
| Inside Gaming Awards | 4 december 2013  | Best Voice Acting                                                                               | Nominerad         | [ 178 ] [ 179 ] |
| Inside Gaming Awards | 4 december 2013  | Best Additional Content (Burial at Sea - Episode One)                                           | Nominerad         | [ 178 ] [ 179 ] |
| Inside Gaming Awards | 4 december 2013  | Gamers' Choice                                                                                  | Nominerad         | [ 178 ] [ 179 ] |
| National Academy of Video Game Trade Reviewers Awards | 17 februari 2014 | Game of the Year                                                                                | Nominerad         | [ 180 ]         |
| National Academy of Video Game Trade Reviewers Awards | 17 februari 2014 | Art Direction, Period Influence                                                                 | Vann              | [ 180 ]         |
| National Academy of Video Game Trade Reviewers Awards | 17 februari 2014 | Camera Direction in a Game Engine                                                               | Nominerad         | [ 180 ]         |
| National Academy of Video Game Trade Reviewers Awards | 17 februari 2014 | Game Design, Franchise                                                                          | Vann              | [ 180 ]         |
| National Academy of Video Game Trade Reviewers Awards | 17 februari 2014 | Graphics, Technical                                                                             | Nominerad         | [ 180 ]         |
| National Academy of Video Game Trade Reviewers Awards | 17 februari 2014 | Lighting/Texturing                                                                              | Nominerad         | [ 180 ]         |
| National Academy of Video Game Trade Reviewers Awards | 17 februari 2014 | Song Collection                                                                                 | Vann              | [ 180 ]         |
| National Academy of Video Game Trade Reviewers Awards | 17 februari 2014 | Sound Effects                                                                                   | Nominerad         | [ 180 ]         |
| National Academy of Video Game Trade Reviewers Awards | 17 februari 2014 | Supporting Performance in a Drama (Courtnee Draper som Elizabeth)                               | Vann              | [ 180 ]         |
| National Academy of Video Game Trade Reviewers Awards | 17 februari 2014 | Use of Sound, Franchise                                                                         | Vann              | [ 180 ]         |
| National Academy of Video Game Trade Reviewers Awards | 17 februari 2014 | Writing in a Drama                                                                              | Nominerad         | [ 180 ]         |
| National Academy of Video Game Trade Reviewers Awards | 17 februari 2014 | Game, Franchise Action                                                                          | Vann              | [ 180 ]         |
| New York Videogame Critics Circle Awards | 11 februari 2014 | Best Game                                                                                       | Nominerad         | [ 181 ] [ 182 ] |
| New York Videogame Critics Circle Awards | 11 februari 2014 | Best Writing in a Game                                                                          | Nominerad         | [ 181 ] [ 182 ] |
| New York Videogame Critics Circle Awards | 11 februari 2014 | Best Music in a Game                                                                            | Vann              | [ 181 ] [ 182 ] |
| New York Videogame Critics Circle Awards | 11 februari 2014 | Best World (Columbia)                                                                           | Nominerad         | [ 181 ] [ 182 ] |
| New York Videogame Critics Circle Awards | 11 februari 2014 | Best Overall Acting (Courtnee Draper som Elizabeth)                                             | Nominerad         | [ 181 ] [ 182 ] |
| Official Xbox Magazine's Game of the Year Awards 2013 | 13 januari 2014  | Game of the Year                                                                                | Runner-Up         | [ 183 ]         |
| Official Xbox Magazine's Game of the Year Awards 2013 | 13 januari 2014  | Best Character (The Lutece Twins)                                                               | Runner-Up         | [ 184 ]         |
| Official Xbox Magazine's Game of the Year Awards 2013 | 13 januari 2014  | Best Shooter                                                                                    | Vann              | [ 92 ]          |
| Official Xbox Magazine's Game of the Year Awards 2013 | 13 januari 2014  | Best Soundtrack                                                                                 | Vann              | [ 185 ]         |
| Satellite Award | 23 februari 2014 | Outstanding Action / Adventure Video Game                                                       | Nominerad         | [ 186 ]         |
| Telegraph Video Game Awards 2013 | 31 december 2013 | Best Director (Ken Levine)                                                                      | Nominerad         | [ 187 ]         |
| Telegraph Video Game Awards 2013 | 31 december 2013 | Best Art Direction (Simeon Wilkins)                                                             | Nominerad         | [ 187 ]         |
| VGX | 7 december 2013  | Game of the Year                                                                                | Nominerad         | [ 188 ]         |
| VGX | 7 december 2013  | Studio of the Year (Irrational Games)                                                           | Nominerad         | [ 188 ]         |
| VGX | 7 december 2013  | Best Shooter                                                                                    | Vann              | [ 188 ]         |
| VGX | 7 december 2013  | Best Xbox Game                                                                                  | Nominerad         | [ 188 ]         |
| VGX | 7 december 2013  | Best Voice Actor (Troy Baker som Booker DeWitt)                                                 | Nominerad         | [ 188 ]         |
| VGX | 7 december 2013  | Best Voice Actress (Courtnee Draper som Elizabeth)                                              | Nominerad         | [ 188 ]         |
| VGX | 7 december 2013  | Best Soundtrack                                                                                 | Nominerad         | [ 188 ]         |
| VGX | 7 december 2013  | Best Song in a Game ("Will the Circle Be Unbroken?" framförd av Courtnee Draper och Troy Baker) | Vann              | [ 188 ]         |
| VGX | 7 december 2013  | Character of the Year (The Lutece Twins)                                                        | Vann              | [ 188 ]         |

## Teman och tolkning
Shawn Robertson, spelets lead artist, konstaterade att trots de olika teman som spelet skulle utforska behandlades inte dessa i berättelsens slut. Robertson förklarade att teman fanns där för att fungera som en kuliss och för att utforma en "mer mänsklig formad" och känslomässigt resonansrik berättelse. Han sa att berättelsen främst skulle handla om Booker och Elizabeth, medan den "opera-formade berättelsen" och "det politiska kaoset" skulle fungera som en kuliss.
Ken Levine förklarade att spelarna ska dra sina egna slutsatser från spelet, och i slutändan bestämma  "vad som är bra och dåligt." Han förklarade att "det finns många delar av Infinite som är öppna för tolkning, och syftet är att man drar sina egna slutsater från dem." Han undvek att ge ett slutgiltigt svar angående spelets slut, och svarade: "Vad som verkligen betyder något är vad folk tycker. Varför spelar min tolkning mer roll än din?". Levine, som erkänner att Infinites teman fick fans att bli uppretade och debattera detta, var ändå nöjd med spelets opacitet, och konstaterade att det var hans avsikt. Han jämförde spelets tolkning av kvantmekaniken med några av hans favoritfilmer som 2001 - Ett Rymdäventyr, Fight Club, The Master, Miller's Crossing och There Will Be Blood. Rob Crossley från CVG konstaterade att "För [Levine] är [spelets] flervärldstolkning en berättarteknik; en som ger sin berättelse något unikt i spel men som fortfarande används på film: tolkningsbarhet."
Levine hävdade att Infinites centrala budskap varken var personliga eller politiska, utan insisterar i stället att de var historiska. Som svar till de personer som diskuterade Columbia “som ett ytterst rasistiskt samhälle” sade han att spelet inte gjorde någon anvisning angående rasismtemat och att spelets skildring av det bara var "en faktor på den tiden". Rasismen som porträtteras i Columbia sågs av Levine ”mer som en återspegling av hur rasrelationerna i USA var under 1912”; Levine förklarade att spelet "handlade mindre om att utforska rasismens goda och dåliga sidor, utan mer bara som en återspegling av tiden och hur det påverkade den epoken." Han noterade att flera historiska amerikanska gestalter som USA:s grundlagsfäder, Abraham Lincoln och Theodore Roosevelt var "män av sin tid”, stora män som ändå var rasistiska på grund av de tider som de levde i. Därför resonerade Levine att spelets skildringar av nationalism och rasism var berättigade, och säger att om man inte gjorde det skulle det vara "oärligt" och "annorlunda" för den tidsperioden.
Förutom rasism tolkades spelet som att det tog itu med politiska och sociala problem, och samtidigt utforskade flera teman som konstanter och variabler, amerikansk exceptionalism, extremism, fundamentalism, nationalism, fanatism, kultism, populism, religion, dikotomi, enformighet, multiversum, fatalism, val, konsekvenser, fri vilja, hopp, självförakt, förnekande, pånyttfödelse och frälsning.
I synnerhet berättelsens multiversumtema fick också kommentarer om att det drog paralleller med det faktum, till skillnad från tidigare Bioshock-spel, att Infinite bara hade ett enda slut, trots att spelet erbjöd moraliska val. Chris Kohler från Wired förklarade att likt hur de samtliga alternativa universum inom berättelsen hade sina liknande “konstanter” och olika "variabler” kunde spelet spelas igenom på ett oändligt antal sätt, men att vissa saker skulle bli detsamma. Tom Phillips från Eurogamer höll med om det och tolkade Elizabeth mening ("Vi simmar i olika hav, men hamnar på samma strand") som innebär att, precis som Bookers resa i olika världar, olika spelare kommer att få olika upplevelser genom hela spelet men alla skulle ändå få samma slut. Detta har fått vissa att identifiera Bioshock Infinite som ett metagame och metauttalande om hela processen angående hur spelare gör olika val i spel.
Några har också betecknat Infinite till att vara en alternativ version av tidigare Bioshock-spel, då man har gjort jämförelser mellan spelens protagonister, antagonister, miljöer och berättelser. Som förstärkning till detta har man nämnt berättelsens alternativa universumtema, samt Elizabeths förklaring om att "Det finns alltid en fyr, det finns alltid en man, det finns alltid en stad".

### Kontroverser
Infinites teman angående rasism, extremreligion och ett ideologiskt samhälle har orsakat kontroverser. När the Founders och Vox Populi visades upp före spelets release fick Levine och Irrational Games en hel del kritik från olika grupper och organisationer. När man visade upp the Founders tyckte folk som följde Tea Party-rörelsens ideal, inklusive Levines släktingar, att spelet kritiserade rörelsen. När Vox Populi visades upp hittade Levine några webbplatser som påstår att spelet kritiserade arbetarrörelsen, och en stormfront-webbplats hävdade att "Juden Ken Levine skapar en vit person-dödarsimulator." Levine ansåg att Infinite, som Bioshock innan det, var ett Rorschachtest för de flesta människor, även om det skulle tas negativt i naturen och uppröra dem, eftersom hans vision i berättarskapelserna var "om att inte tro på en enda synpunkt".
Zachary Comstocks skildring som en fanatiker ansågs också kränka "spelare med stark religiös bakgrund", då en medlem i Bioshock Infinites utvecklingsteam hotat med att avgå på grund av spelets slut, då denne trodde att spelet sade: "Att vara religiös orsaker dig att bli ond." Comstock ändrades efter att Levine pratade med utvecklaren, som hjälpte Levine att ompröva begreppet förlåtelse i Nya testamentet och var inställd på att räkna ut varför människor vill följa Comstock och förstå den hänförda religiösa erfarenheten som de skulle söka efter. Levine ansåg inte att denna nyskapade karaktären skulle censureras, utan som ett medel för att bättre kunna presentera berättelsen till en bredare publik. I ett annat fall då en spelare som ansåg sig vara en "hängiven troende" av kristendomen blev mycket upprörd med tvångsdopet som Booker får före sitt inträde i Columbia, vilket fick honom att begära återbetalning från Valve eftersom han var omedveten om detta innehåll i spelet. Patricia Hernadez från Kotaku ansåg att dopscenen var "beundransvärd", då scenen skapade många svar och kontroverser hos sociala medier. De övriga dopscenerna i spelet tolkades också av vissa inte som en kritik av kristendomen eller religion, utan som en representation av teman såsom fri vilja, ondska, pånyttfödelse och frälsning.

### Skildring av grafiskt våld
Infinites skildring av grafiskt våld har skapat stora diskussioner. Chris Plante från Polygon ansåg att spelets våldsgrad kan göra det till en baktalare för potentiella spelare som är mer intresserade av spelets teman och berättelse, och noterar att spelets våld hellre distraherar från det än att tjäna det. Han antog att till skillnad från filmer som är baserade på våld som en del av dess teman försöker Infinite inte rationalisera sitt våld, och hävdar att "antalet liv som tagits" och "den kalla verkningsgraden med att göra så" var "främmande även för de flesta exploateringsfilmer". Kirk Hamilton från Kotaku höll med om dessa aspekter, och konstaterar att medan våld är ett vanligt tema i många datorspel "sticker [det] skrattretande våldet ut i en sådan skarp omväxling när de placeras mot spelets tankeväckande berättelse och underbara värld". Hamilton medgav att Infinte skulle sannolikt ha varit svårt att sälja till massmarknaden om det saknade dess förstapersonselement, men sade ändå sagt att det våldsamma dödandet kändes "eftergivet och sneglat" och onödigt för spelet. Cliff Bleszinski, designansvarig för Gears of War-serien som Bleszinski har erkänt vara avsiktligt våldsamt, höll med om dessa känslor, och att han "kände att våldet faktiskt urholkade upplevelsen”. Dean Takashi från Venture kände att spelets karaktär som en förstapersonsskjutare begränsade sin publiksattraktion på grund av det extrema våldet som är medfödd i genren.
I motsatsen ansåg Eric Kain från Forbes magazine att det hårdkokta våldets skriptade stunder fungerade bra ur ett berättarperspektiv, som sticker ut i skarp kontrast till den idylliska miljön och förstärkte tanken att det fanns allvarliga problem i spelets värld, vilket endast tjänade till att dra honom längre in i berättelsen. Kain poängterade förstapersonskjutargenrens konventioner och hur spelaren ständigt måste bekämpa flera vågor av fiender som det stora problemet, vilket tyder på att dessa ständiga, mindre våldshandlingar förtunnade berättelsen och underminerade den poäng som spelet försökte få fram. Kain hävdade vidare att denna trend inte var avskilt för Bioshock Infinite, och påpekade att även spel som försökt att ta upp våldsfrågan i spel – och citerade Spec Ops: The Line och Far Cry 3 som exempel - misslyckades på grund av att de håller sig strikt till konstant våld och konstaterade att han betraktade Bioshock Infinite som ett oavsiktligt uttalande till genren, samt tillade att han hoppades att andra spelutvecklare skulle observera och lära sig av dess brister. Rus McLaughlin från Venture konstaterade också att det plötsliga våldet på karnevalen under början av spelet var ett nödvändigt inslag för att visa att "Columbia inte är perfekt. Det är fult, främlingsfientligt och redo att sprängas". McLaughlin ansåg också att "det finns ingen moral i en extrem", angående det budskap som bärs av Infinite om våldshandlingarnas extrema karaktär som Booker förbinder sig till sin frälsning under slutet av spelet. Jim Sterling från Destructoid sade att våldet i spelet rättfärdigas eftersom "Bioshock Infinite är ett spel om våld". Han hävdade att "Trots att han (Booker) känner sig skyldig för det han har gjort så är han en våldsam man i hjärtat, som oundvikligen tar till slakt för att lösa sina problem" och "Hela hans berättelse handlar om förnekelse". På liknande sätt sade Sterling också att "Columbia är oäkta, en bluff, med en skräckatmosfär under dess tillverkade yta". Han antog att om man skulle ha ett icke-våldsamt alternativ skulle det gå emot allt naturligt till själva spelet och "De som ber om ett icke-våldsamt Bioshock Infinite ber om ett helt annat spel". Han hävdade att de som ber om ett icke-våldsamt Bioshock bad om "ännu mer homogenisering i spel" och "Bioshock Infinite är inte ditt spel om du vill ha en ickevåldsam utforskning av dess teman, eftersom Infinites teman kretsar kring våld som ett kärnbegrepp".
Levine försvarade spelets skildring av våld, och konstaterade att användning av våld som ett berättelseknep var lika gammal som berättandet i sig och att det var "en del av berättarens verktygslåda". Han fortsatte med att säga att konsten hade ett ansvar att autentiskt replikera och skildra våld.